# Назаров, Анатолий Михайлович (генерал)
Анато́лий Миха́йлович Наза́ров (12 ноября 1876 — 18 февраля 1918) — донской казак, участник Русско-японской, Первой мировой и Гражданской войн. Генерал-майор, походный, а затем войсковой атаман Донского казачьего войска.

## Биография
Родился в ноябре 1876 года в станице Константиновской в семье народного учителя, природного казака станицы Филипповской. Общее среднее и начальное военное образование получил в Донском императора Александра III кадетском корпусе. После окончания корпуса поступил в Михайловское артиллерийское училище, которое окончил в 1897 году в чине хорунжего и получил назначение в комплект Донских казачьих батарей.
Далее проходил службу в 16-й Донской казачьей батарее. В августе 1899 года произведён в чин сотника. Окончил в 1903 году в Николаевскую академию генерального штаба по 1-му разряду. В мае 1903 года произведён в чин штабс-капитана. Цензовое командование сотней проходил в 8-м Донском казачьем полку с 28 октября 1903 года по 30 августа 1904 года. Участвовал в русско-японской войне 1904-05 гг. С сентября 1904 года в должности старшего адъютанта штаба 8-го армейского корпуса. С декабря 1908 года в чине подполковника. С июля 1909 года был прикомандирован к Одесскому военному училищу для преподавания военных наук, затем с августа 1911 года был прикомандирован к Тифлисскому военному училищу для преподавания военных наук. В марте 1912 года произведён в чин полковника.

Во время Первой мировой войны с 1914 года командовал 20-м Донским казачьим полком и проявил необычайные военные способности; при ликвидации Свенцянского прорыва, в апреле 1915 года, был тяжело ранен осколком снаряда и был произведён в чин генерал-майора. Генерал И. Ф. Быкадоров, встречавшийся с Назаровым на фронте, писал о нём: 
Самообладание у полковника Назарова в бою было исключительное. Он удивительно успокаивающе действовал на окружающих и подчиненных. Уменье разбираться в обстановке и быстро принимать решения, сознание ответственности и отсутствие боязни её, настойчивость и энергия в проведении принятого решения, гибкость мысли при учете обстановки, широкая инициатива - были отличительными качествами А М. Назарова. Безукоризненно, кристально честный Анатолий Михайлович во всем и всегда требовал и добивался честности...
Находился на излечении с апреля 1915 года по февраль 1916 года, затем состоял в резерве чинов при штабе Петроградского военного округа. В феврале 1916 года получил назначение на должность начальника 2-й Забайкальской казачьей бригады, затем с марта 1917 года назначен командиром 8-й Донской казачьей дивизии, а уже в апреле 1917 года — командиром Кавказской кавалерийской дивизии. В августе 1917 года назначен начальником штаба 7-го Кавказского армейского корпуса на Кавказском фронте.
В октябре 1917 года, по дороге на новое место службы был удержан войсковым атаманом Донского казачьего войска генералом А. М. Калединым и в ноябре назначен начальником Таганрогского гарнизона. С 15 декабря 1917 года — Походный атаман Донского казачьего войска. После того, как генерал Каледин сложил с себя полномочия и застрелился 29 января 1918 года, Большой Войсковой Круг на следующий день избрал генерала Назарова Войсковым атаманом. Генерал Назаров отказался покинуть Новочеркасск с отрядом Походного атамана генерала Попова П. Х.,который ушёл в Задонские степи. 25 февраля на заседании Войскового Круга он мужественно встретил войскового старшину Н. М. Голубова, командующего казачьими полками, перешедшими на сторону красных, которые заняли Новочеркасск.
12 февраля казаками из состава полков № 2, 10, 27 и 44 войскового старшины Н. М. Голубова, перешедшими на сторону большевиков, была занята оставленная накануне Добровольческой армией столица Дона — Новочеркасск. Войсковой старшина Н. М. Голубов ворвался в здание «Судебных установлений», где проходило заседание Войскового Круга, сорвал с Войскового атамана А. М. Назарова генеральские погоны, арестовал его и председателя Войскового Круга Е. А. Волошинова, а депутатам приказал «убираться к чертям». После этого красными были арестованы все делегаты Казачьего круга, а в городе была провозглашена советская власть.
Следом за перешедшими на сторону большевиков казаками Голубова в город прибыли чекисты и начали избиение городской интеллигенции и офицеров. Некоторые трупы расстрелянных подверглись издевательствам: их пинали ногами, кололи штыками, дробили черепа убитых прикладами винтовок.
Такого поворота событий в казачьей столице не смог стерпеть даже сам Голубов, чьи красные казаки стали противодействовать красным же. По одним данным в ответ на это противодействие чекистам со стороны казаков, по другим данным — по распоряжению местного большевистского штаба во главе с Голубовым, шахтёрами-красногвардейцами 17 февраля за городом в Краснокутской роще был произведён расстрел атамана А. М. Назарова, генералов К. Я. Усачёва, П. М. Груднева, Исаева, подполковника Генерального штаба Н. А. Рота, председателя Войскового Круга Е. А. Волошинова, войскового старшины И. Тарарина.
Анатолий Михайлович проявил холоднокровность и самообладание даже в последнюю минуту своей жизни — согласно труду А. Ф. Богаевского о «Ледяном» походе: 
Мужественно умер молодой атаман, сам скомандовав назначенным для его расстрела красноармейцам:
«Сволочь, пли…»

Из письма атамана Назарова своей жене с гауптвахты 12 февраля: 
«…Подробности ареста ты уже, вероятно, знаешь уже из телеграмм. Понятно, сведения эти далеко не истинны. Но истину и я не мог бы сообщить, так много было нелепого. Но и в трагическом много комизма, и я имел возможность смеяться. Смешнее всего было зрелище: ста-двухсот человек Круга (Верховной власти), вытянувшихся в струнку перед новым Бонапартом XX века…»

## Награды
- Орден Святой Анны 4 степени «За храбрость» (1906)
- Орден Святого Станислава 3 степени с мечами и бантом (1906)
- Орден Святой Анны 3 степени с мечами и бантом (1906)
- Орден Святого Станислава 2 степени (1908)
- Орден Святой Анны 2 степени (6 декабря 1914)